# ヘンリー・カーク・ブラウン
ヘンリー・カーク・ブラウン（Henry Kirke Brown、1814年2月24日 - 1886年7月10日）は、アメリカ合衆国の彫刻家である。アメリカ合衆国の初期の軍人のモニュメントを制作した。

## 略歴
マサチューセッツ州ライデン（Leyden）で生まれた。少年時代から肖像画を描き始め、ボストンでチェスター・ハーディング（Chester Harding）という画家の下で絵を学び、彫塑も学んだ。1836年から1839年の夏を鉄道技師として働き、美術の修行に必要な資金を貯めた。
1842年からイタリアで4年間修業して、ニューヨークに戻り、イタリアで学んだルネサンス初期の彫刻家ドナテッロらの手法でアメリカ的な題材の作品を制作した。1849年にニューヨークの美術品愛好家の団体（American Art-Union）が会員に頒布するために小さなブロンズ像「The Choosing of the Arrow」を制作した。
多くの騎馬像を制作し、その中にはニューヨークのユニオンスクエアのジョージ・ワシントンの騎馬像(1856年)がある。この騎馬像はクラーク・ミルズ（Clark Mills: 1815-1883)が制作した作品に次いでアメリカで制作された2番目の騎馬像とされる。1847年にブラウンはナショナル・アカデミー・オブ・デザインの準会員に選ばれ、1851年に正会員に選ばれた。
1886年にューヨーク州のニューバーグで亡くなった。

## 作品

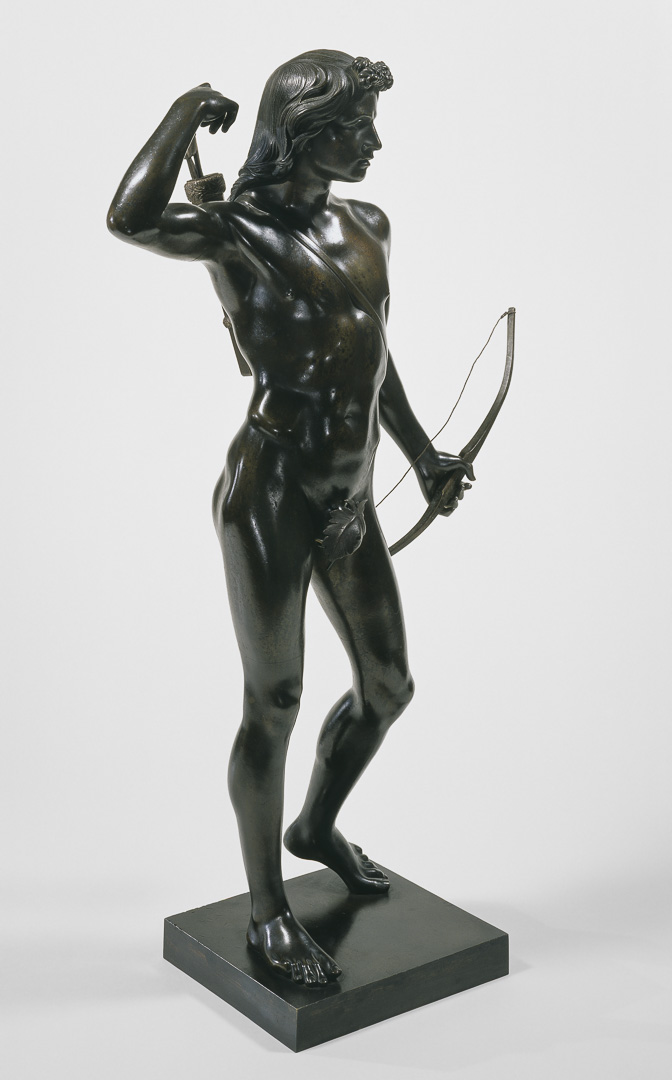
「The Choosing of the Arrow」(1848)
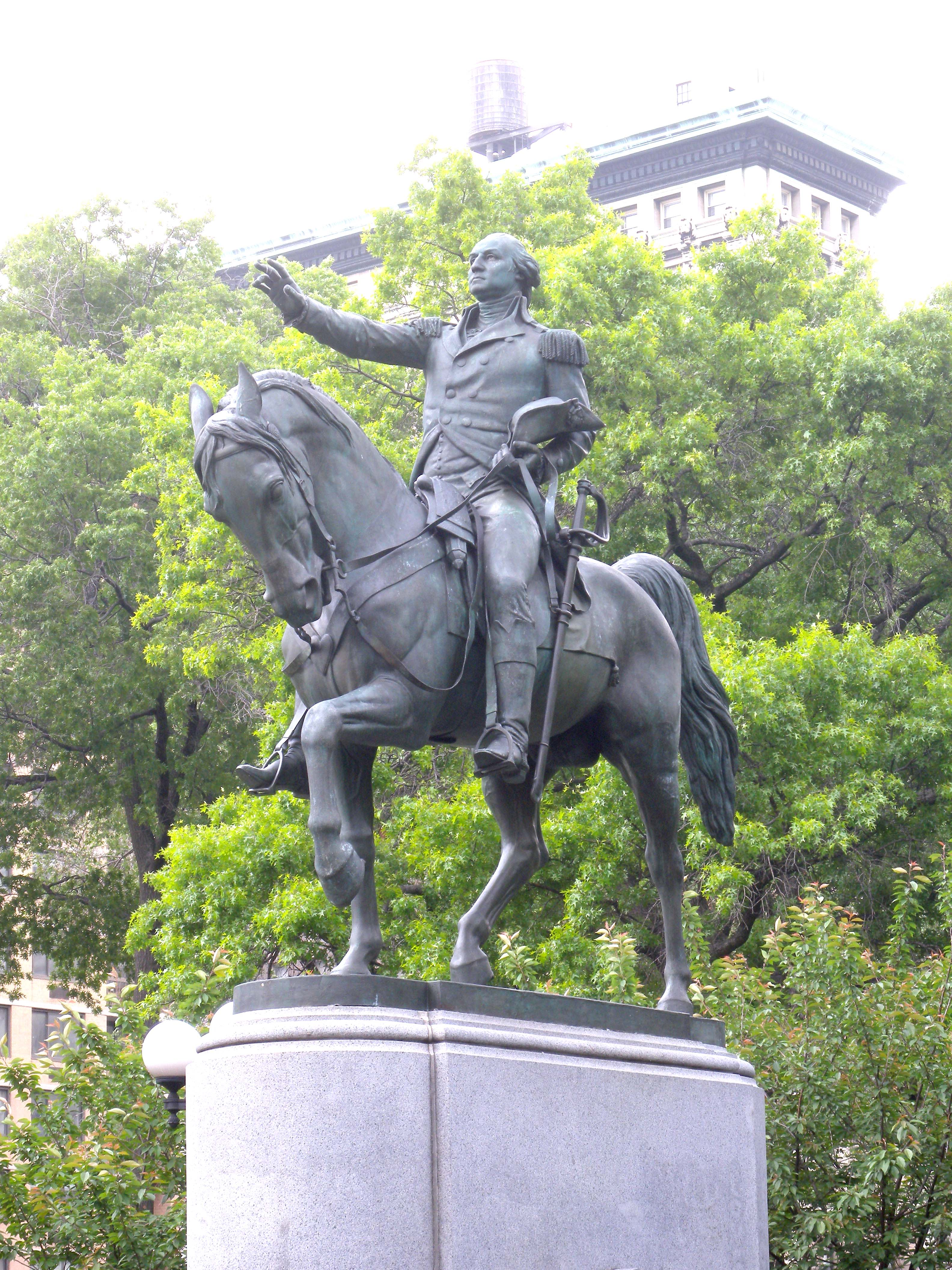
ユニオンスクエアのジョージ・ワシントンの騎馬像(1856)
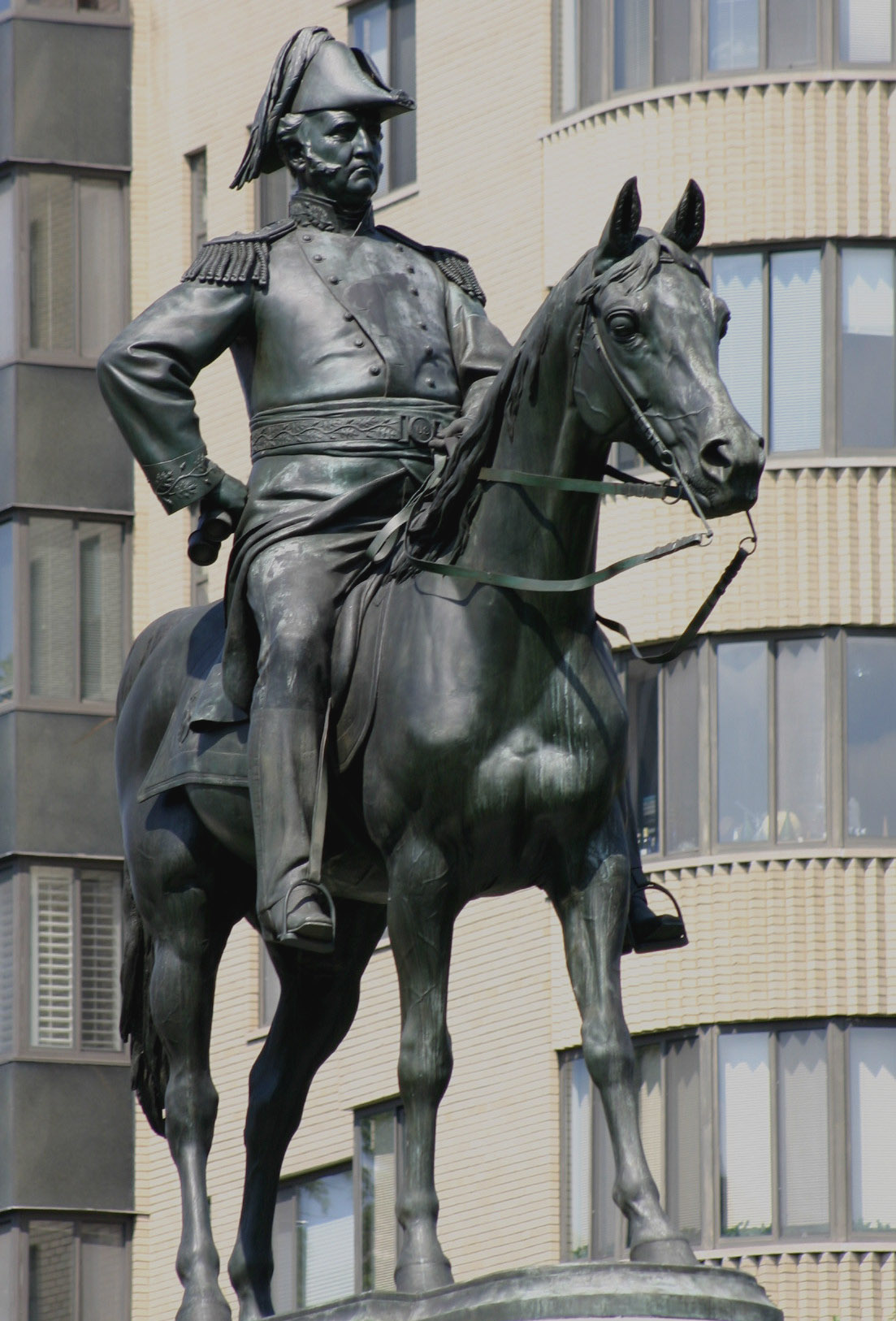
ウィンフィールド・スコット将軍騎馬像(1874)
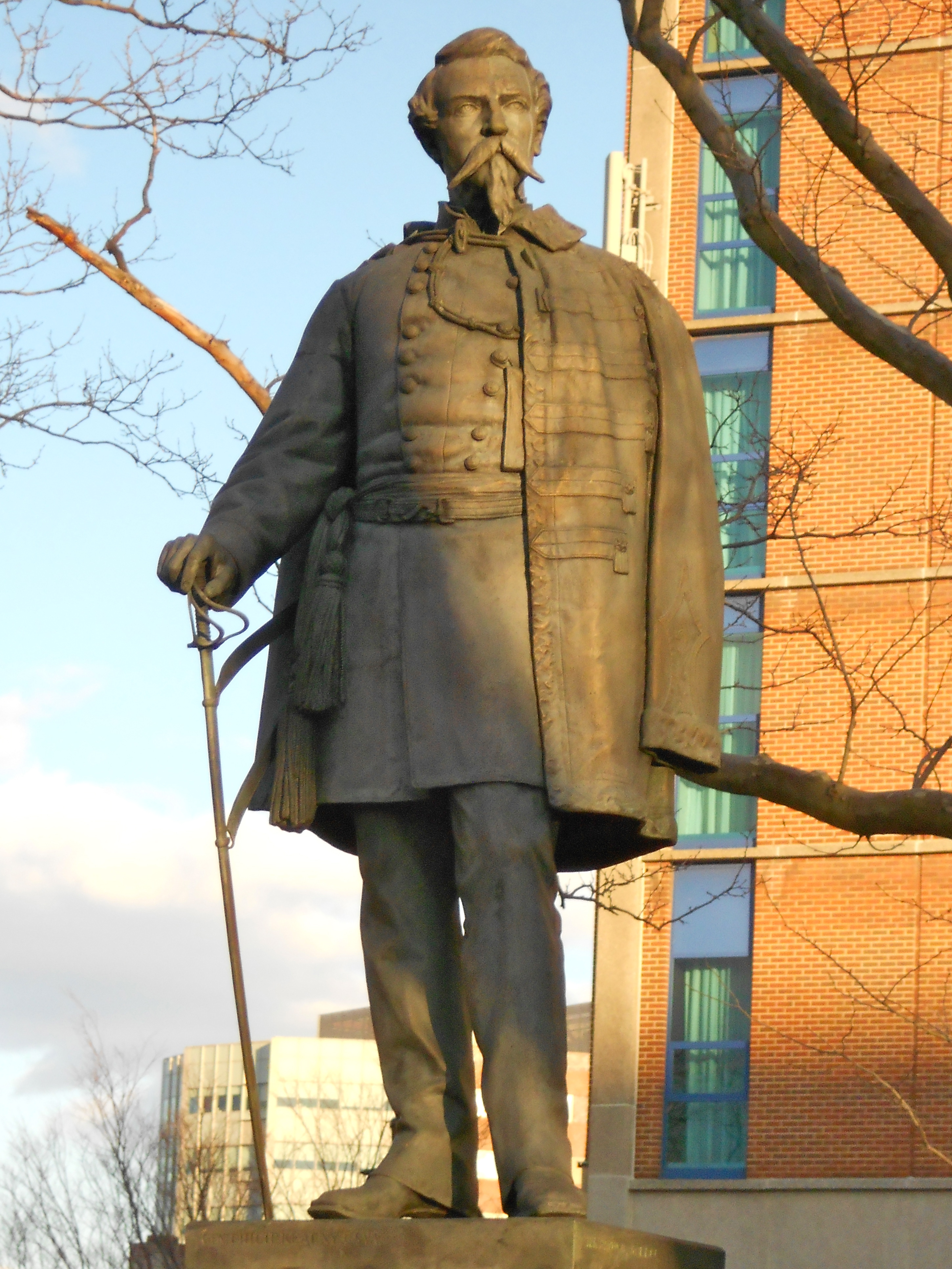
フィリップ・カーニー像